# Графове на Еберсберг
Графовете на Еберсберг (на немски: Grafen von Ebersberg, Grafen von Sempt-Ebersberg, Grafen von Sempt) са баварски могъщ и богат род в Свещената Римска империя, създал се по времето на император Арнулф Каринтийски († 899) с граф Зигхарт († 906) от род Зигхардинги и завършва с граф Адалберо II през 1045 г. Графовете на Земпт-Еберсберг са също първите маркграфове в Марка Крайна; те управляват като такива от 1004 г. до изчезването на рода.
Легендарният граф Зигхарт е роднина с Каролингите, основава замък Еберсберг (източно от Мюнхен). През 934 г. графовете основават манастир Еберсберг. През 1036 г. територията им се разширява до Марка на Сан (Mark an der Sann, Grafschaft Soune, Soun, Saunien; река Савиния в Словения).

## Родословие
- Зигхарт (ок. 887 – 906), граф на Алемания, получава Земпт, ∞ Готини (Готина)
- Ратолд (ок. 890 – 919), маркграф в Карантания, ∞ Енгилмут
- Еберхард I († 959), граф на Ампер, основател на манастир Еберсберг 934
- Адалберо I (928/34 – 965/69), ?маркграф в Крайна, съосновател на манастир Еберсберг, ∞ Лиутгард фон Дилинген, племенница на епископ Улрих Аугсбургски
- Хадамут, ∞ граф Маркварт III фон Фихбах (Епенщайни)
- Улрих (ок. 970 – 1029), граф на Еберсберг, маркграф на Крайна (1004 – 1011),
- Адалберо II († 27 март 1045), граф на Еберсберг; с неговата смърт родът изчезва
- Еберхард II (1037 – 1041/42), маркграф на Крайна (1040 – 42), граф на Еберсберг, осовател на манастир Гайзенфелд 1037
- Вилибирг (1020 – 1056), ∞ граф Вериганд от Истрия-Фриули
- Хадамут († сл. 1040), наследничка на Истрия, ∞ граф Попо I от Ваймар, маркграф на Истрия
  - (наследниците виж графство Ваймар)
- ?Вилибирг, ∞ Бабо (Попо) (957, † 975), граф на Паар, маркграф на Крайна 973
- Вилибирг († 989/85), ?∞ Етихо II (Велфи)